# Ардатовское сельское поселение (Дубёнский район)
Ардатовское се́льское поселе́ние — муниципальное образование в Дубёнском районе Мордовии Российской Федерации.
Административный центр — село Ардатово.

## История
Статус и границы сельского поселения установлены Законом Республики Мордовия от 28 декабря 2004 года № 118-З «Об установлении границ муниципальных образований Дубёнского муниципального района, Дубёнского муниципального района и наделении их статусом сельского поселения и муниципального района».
Законом от 17 мая 2018 года N 38-З Кайбичевское сельское поселение и сельсовет были упразднены, а входившее в их состав село Кайбичево было включено в состав Ардатовского сельского поселения и сельсовета с административным центром в селе Ардатово.

## Население
| 2002  | 2010  | 2012  | 2013  | 2014  | 2015  | 2016 |
| ----- | ----- | ----- | ----- | ----- | ----- | ---- |
| 1203  | ↘1095 | ↘1067 | ↘1060 | ↘1038 | ↘1020 | ↘996 |
| 2017  | 2018  | 2019  | 2020  | 2021  |       |      |
| ↗1001 | ↘989  | ↗1109 | ↘1055 | ↘1044 |       |      |

## Состав сельского поселения
| № | Населённый пункт | Тип населённого пункта       | Население |
| - | ---------------- | ---------------------------- | --------- |
| 1 | Ардатово         | село, административный центр | ↘1025     |
| 2 | Кайбичево        | село                         | ↘150      |
| 3 | Красные Луга     | посёлок                      | ↘70       |